# Franz E. Rosenthal
Franz E. Rosenthal (* 31. August 1885 in Seelow; † 8. Mai 1973 in New York City) war ein deutscher Hautarzt.

## Leben und Wirken
Franz E. Rosenthal war der Sohn eines Amtsgerichtsrats. Nach dem Schulbesuch in Landsberg an der Warthe studierte er von 1905 bis 1910 Medizin in Zürich, Freiburg, Heidelberg und Berlin. 1911 wurde er zum Dr. med.  promoviert und erhielt die Approbation. Anschließend fuhr er als Schiffsarzt ins Innere Brasiliens, um dort Tropenkrankheiten zu studieren. Von 1912 bis 1915 war er Assistenzarzt an der Inneren Abteilung des Krankenhauses im Friedrichshain. Im Balkankrieg leitete er im Auftrag des Roten Kreuzes ein Lazarett für Asiatische Cholera in Philippopel. Während des Ersten Weltkrieges diente er von 1914 bis 1918 als Stabsarzt. Von 1919 bis 1920 war er Assistenzarzt bei Alfred Blaschko. Anschließend eröffnete er eine Praxis als Facharzt für Haut- und Geschlechtskrankheiten. Er war Schatzmeister des Vereins sozialistischer Ärzte und Mitglied der Liga für Menschenrechte.
Nach Berufsverbot im Dezember 1933 durch das NS-Regime floh er nach Kapstadt. Hier absolvierte er ein erneutes dreijähriges Studium der Medizin und baute danach eine Privatpraxis auf. Gleichzeitig arbeitete er in der Dermatologischen Abteilung des 1938 gegründeten Groote-Schuur-Hospitals.
1957 wanderte er in die USA aus. Seit 1958 arbeitete er in verschiedenen Hospitälern des Staates New York. 1962 bis zu seinem Tode war er Aufnahmearzt am „Boulevard Hospital“. 1963 wurde er Mitglied auf Lebenszeit der „Medical Society von New York“. 
Franz E. Rosenthal hat den Begriff des Berloque-Syndroms in die Dermatologie eingeführt.

## Zeitschriftenbeiträge
In: Der sozialistische Arzt.
- Schutzzölle und Volksgesundheit. Band I (1925), Heft 2–3 (Juli), S. 9–11 (Digitalisat)
- Diskussionsbeitrag zu Gerhard Obuch (Der Strafvollzug …). Band II (1926), Heft 1 (April), S. 38  (Digitalisat)
- Russlands Bekämpfung der Geschlechtskrankheiten. Band II (1926), Heft 1 (April), S. 52 (Digitalisat)
- Das neue Gesetz zur Bekämpfung der Geschlechtskrankheiten. Band II (1927), Heft 4 (März), S. 22–23 (Digitalisat)
- Der Kampf gegen die Wohnungsnot vom sozialen und hygienischen Standpunkt. Band III (1927), Heft 1–2 (August), S. 8–16 (Digitalisat)
- Der sozialistische Arzt und der Kampf gegen den Alkoholismus. Band III (1928), Heft 4 (April), S. 36–37 (Digitalisat)